# Рогалевский сельсовет
Рогалевский сельсовет — сельское поселение в Ордынском районе Новосибирской области Российской Федерации.
Административный центр — село Рогалево.

## История
Статус и границы сельского поселения установлены Законом Новосибирской области от 2 июня 2004 года № 200-ОЗ «О статусе и границах муниципальных образований Новосибирской области»

## Население
| 2002 | 2010 | 2012 | 2013 | 2014 | 2015 | 2016 |
| ---- | ---- | ---- | ---- | ---- | ---- | ---- |
| 817  | ↘712 | ↗715 | ↗726 | ↘685 | ↘677 | →677 |
| 2017 | 2018 | 2019 | 2020 | 2021 |      |      |
| ↗684 | ↗697 | ↘687 | ↗688 | ↘672 |      |      |

## Состав сельского поселения
| № | Населённый пункт | Тип населённого пункта       | Население |
| - | ---------------- | ---------------------------- | --------- |
| 1 | Рогалево         | село, административный центр | ↘672      |